# エイナフ・ザンガウカー
エイナフ・ザンガウカー（ヘブライ語: עינב צנגאוקר, 1978年12月3日-）は、人質・行方不明者家族フォーラムおよび「私たちは皆人質だ」運動のイスラエル人の活動家である。彼女の息子マタンは、 2023年10月7日のハマス主導のイスラエル攻撃中に誘拐され、ガザで拘束されている。

## 生涯
ザンガウカーはイスラエルのオファキム在住で、オファキム市教育局の高等教育コーディネーターとして働いていた。2000年代に父ヤロンさんと離婚して以来、マタンさんと2人の姉妹を育てるシングルマザーである。

### 人質解放に向けた活動
彼女の息子マタン・ザンガウカーとパートナーのイラナ・グリツェフスキーは、10月7日の襲撃でニル・オズのキブツの自宅から誘拐され、その後彼女は彼らの帰還のために人質・行方不明者家族フォーラムで活動を始めた。イラナは2023年11月に人質解放協定により監禁から解放された。
2023年11月、ザンガウカー外相はイスラエル・カッツ外相と会談。2023年12月まで、政治的立場を取らずにテルアビブの人質広場で拉致被害者の返還を求める運動に数回参加した。2024年1月、ザンガウカー外相は他の拉致被害者の家族とともにイスラエルのベンヤミン・ネタニヤフ首相と会談。会談の最後に、彼女は「会談する前よりも悲観的ではなくなってきたが、大きな期待は抱いていなかった。首相が本当に言いたいのは、イスラエルが青写真を自国ではなくカタールの手に委ねたということだと信じたい」と述べた。
2024年2月、彼女は2023年に司法改革に抗議したことから、誘拐された人質の家族を支援するために集まった活動家たちと協力し、政府打倒と新たな選挙の実施を訴え始めた。これに関して彼女は「私は生涯ずっと右翼の女性でした。前回の選挙を含め、常にベンヤミン・ネタニヤフ首相に投票してきました。しかし、私に共感し、私に本当の助けを差し伸べてくれるのは、これらの組織の人たちだけです。司法改革に反対してデモに出てきた人たちこそ、今私を支えてくれている人たちであり、私を抑制してくれている人たちなのです」と語った。
それ以来、彼女は娘のナタリーとマタンのパートナーであるイラナ・グリツェフスキーとともに、テルアビブのハキルヤにあるベギン門の前で定期的にデモを行っている。しかし、2024年2月初旬のハキルヤ前でのデモ中に、彼女は通行人から身体的に攻撃された。数日後、彼女とマタン・ザンガウカーの他の親族は、イスラエル警察が彼らに対して使用した放水砲によって負傷した。2024年3月のハキルヤ前でのデモで、彼女はアヴィ・ディヒター大臣と話をしたいと求めたが、大臣は拒否した。警察官は彼女をディヒターの車から降ろそうとし、そのうちの1人が彼女を蹴った。2024年4月、彼女は再び戦争の終結と拉致被害者の帰還を呼びかけ、ネタニヤフの「毒装置」が人質の家族に対して使用されていると指摘した。2024年5月、彼女の娘ナタリー・ザンガウカーはハキルヤの前でのデモ中に警察に襲われ、病院で治療を受けた。彼女は警察の尋問のために召喚され、15日間「違法デモ」への参加を禁止された。
2024年の戦没者追悼記念日に、彼女は政府代表としてオファキム墓地を訪れたベザレル・スモトリッチ財務大臣と会談し、人質返還の失敗を理由に政府の解散を改めて求めた。
2025年2月、ザンガウカーはワシントンに飛び、ドナルド・トランプ大統領に、ベンヤミン・ネタニヤフが人質取引を妨害しようとしていると警告した。声明の中で、ザンガウカーは「私は叫び、あらゆる警鐘を鳴らし、トランプ大統領に言うためにここにいる。ネタニヤフに私の息子の命を犠牲にさせないでくれ。我々は合意を完全に履行しなければならない」と述べた。

### 表彰
- 2024年5月、ザンガウカーはショニ円形劇場で行われたトーチ点灯式と希望の灯火で「希望のトーチ」に火を灯した[8]。
- ユダヤ民族基金がオファキム公園に「英雄の道」を開設し、ザンガウカーを含む「戦争の英雄的女性」の物語を紹介した[17]。
- ザンガウカーが人質のために尽力した功績が認められ、2024年の「Truth to Power」賞を受賞した[18]。
- 2024年11月、作家のアリエ・クリシェク（英語版）は、ザンガウカーと誘拐された人々の母親たちの叫びに捧げられた詩「誘拐された人々の母」を出版した。
- 2024年12月、ザンガウカーはアナト・ホフマン（英語版）とダニエル・カンターという2人のイスラエル人女性とともに、BBCの2024年最も影響力のある女性100人に選ばれた[19]

。

## Wiki関係他プロジェクトリンク
- ウィキメディア・コモンズ (Wikimedia Commons)
  - エイナフ・ザンガウカー